# 阿尔巴尼亚达人
阿尔巴尼亚达人（Albanians Got Talent，又称Ti Vlen）是阿尔巴尼亚版的达人秀，在当地又称“Ti Vln”，这是2009年停播的一档真人秀节目。“阿尔巴尼亚达人”始于2010年10月15日，评委包括Altin Basha、Rovena Dilo和Armend Rexhepagiqi.第一季冠军为Fiqiri Luli和Sabrina Troushku。